# Wyższa Szkoła Ekonomiczno-Humanistyczna im. prof. Szczepana A. Pieniążka w Skierniewicach
Wyższa Szkoła Ekonomiczno-Humanistyczna im. prof. Szczepana A. Pieniążka w Skierniewicach została utworzona 25 stycznia 1996 roku dzięki staraniom dr. Zbigniewa Białobłockiego, mgr Aldony Lipskiej oraz mgr. Mariusza Maraska – jako uczelnia prywatna. Na podstawie decyzji Ministra Edukacji Narodowej została wpisana do rejestru niepaństwowych uczelni wyższych pod nr. 78. Od 1 października 2018 r. w likwidacji.
Uczelnia oferowała następujące kierunki kształcenia: zarządzanie, administracja, pedagogika, socjologia – na poziomie I stopnia oraz ogrodnictwo – na poziomie I i II stopnia.

## Władze uczelni
- Rektor – prof. dr hab. Józef Bąkowski
- Prorektor – mgr Mariusz Marasek
- Dyrektor ds. Nauki i Jakości Kształcenia – dr Zbigniew Białobłocki, prof.nadzw. WSEH
- Dyrektor generalny – mgr Aldona Lipska

## Struktura organizacyjna
- Wydział Nauk Społecznych i Przyrodniczych
- Wydział Pedagogiczny
- Wydział zarządzania